# Вагнер Лав
Вагнер Лав (порт. Vágner Love, нар. 11 червня 1984, Ріо-де-Жанейро) — бразильський футболіст, нападник клубу «Ретро».

## Клубна кар'єра
У дорослому футболі дебютував 2002 року виступами за команду клубу «Палмейрас», в якій провів два сезони, взявши участь у 42 матчах чемпіонату.

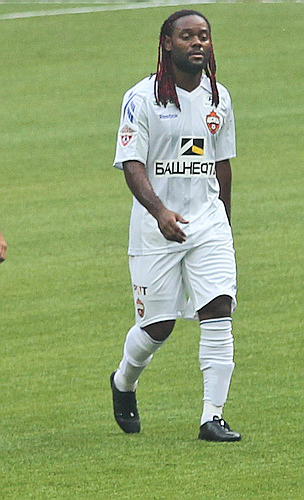
Вагнер Лав під час виступів за ЦСКА (Москва). 1 серпня 2010 року.

Своєю грою за цю команду привернув увагу представників тренерського штабу клубу ЦСКА (Москва), до складу якого приєднався 2004 року. Більшість часу, проведеного у складі московського ЦСКА, був основним гравцем атакувальної ланки команди. У складі московського ЦСКА був одним з головних бомбардирів команди, маючи середню результативність на рівні 0,52 голу за гру першості. За цей час двічі виборював титул чемпіона Росії, ставав володарем Кубка УЄФА, чотири рази виборював титул володаря Кубка Росії, а також тричі ставав володарем Суперкубка Росії.
У 2009–2010 роках грав на правах оренди у складі бразильських клубів «Палмейрас» та «Фламенго».
До складу клубу «Фламенго» на умовах повноцінного контракту перейшов на початку 2012 року, але зігравши лише рік повернувся в ЦСКА (Москва), якому в тому ж сезоні допоміг виграти всі три національні трофеї — чемпіонат, кубок і суперкубок Росії.
24 липня 2013 року Вагнер став гравцем «Шаньдун Лунен», трансфер оцінюється в 12 млн євро. У першому ж матчі за нову команду відзначився дублем у ворота «Шанхай Шеньхуа». У китайському клубі став срібним призером Суперліги Китаю в 2013 року і володарем Кубка Китаю в 2014 році. 1 лютого 2015 року Вагнер Лав достроково — за рік до закінчення — розірвав контракт з «Шаньдун Лунен» через ліміт на легіонерів в китайському першості: за регламентом кожен клуб в Китаї може мати п'ять легіонерів, а серед всіх легіонерів команди контракт Вагнера Лава закінчувався раніше за всіх, тому йому було запропоновано піти з клубу.
На початку лютого 2015 року Лав підписав контракт з «Корінтіансом» до липня 2016 року. Свій перший гол за «Корінтіанс» забив 29 березня 2015 року у ворота «Брагантіно» в рамках Ліги Пауліста. 20 листопада 2015 року Лав став чемпіоном Бразилії у складі «Корінтіанса».
13 січня 2016 року було оголошено, що Вагнер Лав переходить в «Монако». Контракт розрахований до літа 2017 року, а сума трансферу склала менше мільйона євро. Встиг відіграти за команду з Монако 12 матчів в національному чемпіонаті.
30 серпня 2016 року турецький клуб «Аланіяспор» домовився з «Монако» про трансфер Вагнера. 31 серпня 2016 року Лав був офіційно представлений в команді після того, як пройшов медичний огляд.

## Виступи за збірні
У 2003 році виступав у складі олімпійської збірної Бразилії. Провів 5 матчів, забив 4 голи.
У 2004 році дебютував в офіційних матчах у складі національної збірної Бразилії.
У складі збірної був учасником Кубка Америки 2004 року у Перу та Кубка Америки 2007 року у Венесуелі, здобувши на кожному з них титул континентального чемпіона.
Наразі провів у формі головної команди країни 20 матчів, забивши 4 голи.
| Дата       | Місто          | Господарі | Результат             | Гості      | Турнір                            | Голи | Примітки  |
| ---------- | -------------- | --------- | --------------------- | ---------- | --------------------------------- | ---- | --------- |
| 17/07/2004 | Арекіпа        | Бразилія  | 4 – 1                 | Коста-Рика | Копа Америка 2004 - груповий етап | -    |           |
| 16/08/2006 | Осло           | Норвегія  | 1 – 1                 | Бразилія   | товариський матч                  | -    |           |
| 03/09/2006 | Лондон         | Бразилія  | 3 – 0                 | Аргентина  | товариський матч                  | -    |           |
| 05/09/2006 | Лондон         | Уельс     | 0 – 2                 | Бразилія   | товариський матч                  | 1    |           |
| 24/03/2007 | Ґетеборг       | Чилі      | 0 – 4                 | Бразилія   | товариський матч                  | -    |           |
| 27/03/2007 | Стокгольм      | Гана      | 0 – 1                 | Бразилія   | товариський матч                  | 1    |           |
| 01/06/2007 | Лондон         | Англія    | 1 – 1                 | Бразилія   | товариський матч                  | -    |           |
| 27/06/2007 | Пуерто-Ордас   | Бразилія  | 0 – 2                 | Мексика    | Копа Америка 2007 - груповий етап | -    |           |
| 01/07/2007 | Матурін        | Бразилія  | 3 – 0                 | Чилі       | Копа Америка 2007 - груповий етап | -    |           |
| 04/07/2007 | Пуерто-Ла-Крус | Бразилія  | 1 – 0                 | Еквадор    | Копа Америка 2007 - груповий етап | -    |           |
| 07/07/2007 | Пуерто-Ла-Крус | Чилі      | 1 – 6                 | Бразилія   | Копа Америка 2007 - чвертьфінал   | 1    |           |
| 10/07/2007 | Маракайбо      | Уругвай   | 2 – 2 д.ч. (4-5 п.п.) | Бразилія   | Копа Америка 2007 - півфінал      | -    |           |
| 15/07/2007 | Маракайбо      | Бразилія  | 3 – 0                 | Аргентина  | Копа Америка 2007 - фінал         | -    | 8-й титул |
| 22/08/2007 | Монпельє       | Бразилія  | 2 – 0                 | Алжир      | товариський матч                  | -    |           |
| 09/09/2007 | Чикаго         | США       | 2 – 4                 | Бразилія   | товариський матч                  | -    |           |
| 12/09/2007 | Фоксборо       | Мексика   | 1 – 3                 | Бразилія   | товариський матч                  | -    |           |
| 14/10/2007 | Богота         | Колумбія  | 0 – 0                 | Бразилія   | Відбір до ЧС 2010                 | -    |           |
| 17/10/2007 | Ріо-де-Жанейро | Бразилія  | 5 – 0                 | Еквадор    | Відбір до ЧС 2010                 | 1    |           |
| 18/11/2007 | Ліма           | Перу      | 1 – 1                 | Бразилія   | Відбір до ЧС 2010                 | -    |           |
| 21/11/2007 | Сан-Паулу      | Бразилія  | 2 – 1                 | Уругвай    | Відбір до ЧС 2010                 | -    |           |
| Усього     |                | Матчів    | 20                    |            | Голів                             | 4    |           |

## Досягнення

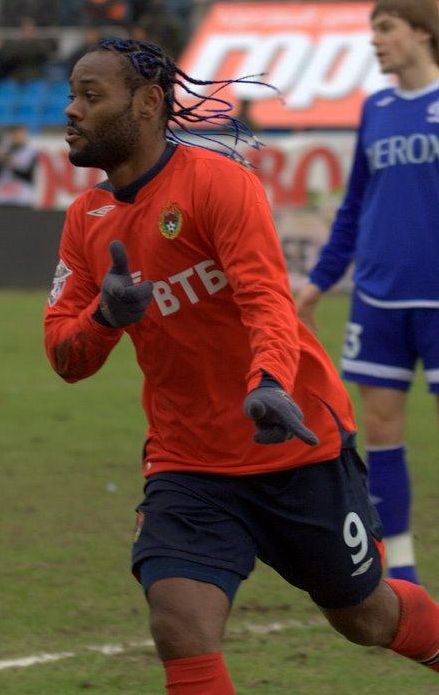
Вагнер Лав святкує гол у ворота «Динамо»

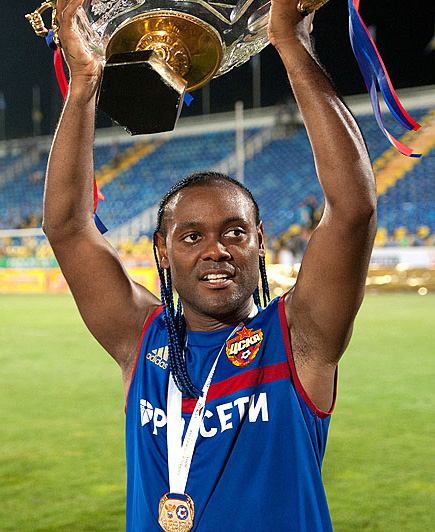
Вагнер Лав з трофеєм святкує перемогу у Суперкубку Росії 2013 року.

### Командні
Збірна Бразилії
- Володар Кубку Америки (2): 2004, 2007.
- Срібний призер Панамериканських ігор: 2003

 «Палмейрас»
- Переможець Серії B: 2003.

 ЦСКА
- Чемпіон Росії (3): 2005, 2006, 2012/13.
- Володар Кубку Росії (6): 2004/05, 2005/06, 2007/08, 2008/09, 2010/11, 2012/13.
- Володар Суперкубка Росії (4): 2006, 2007, 2009, 2013.
- Володар Кубка УЄФА: 2004/05.

 «Шаньдун Лунен»
- Володар Кубка Китаю: 2014.

 «Корінтіанс»
- Чемпіон Бразилії: 2015.

 «Кайрат»
- Чемпіон Казахстану: 2020.
- Володар Кубка Казахстану: 2021.

### Особисті
- Найкращий бомбардир Панамериканських ігор: 2003 (4 голи).
- Найкращий бомбардир Серії B чемпіонату Бразилії: 2003 (19 голів).
- Найкращий бомбардир чемпіонату штату Сан-Паулу: 2004 (12 голів).
- Найкращий бомбардир чемпіонату Росії: 2008 (20 голів).
- Найкращий бомбардир Кубка УЄФА: 2008/09 (11 голів).
- Найкращий бомбардир чемпіонату штату Ріо-де-Жанейро: 2010 (15 голів).
- У списках 33 найкращих футболістів чемпіонату Росії (5): № 1 (2007, 2008, 2010); № 2 (2005); № 3 (2006), № 2 (2012/13)
- У рамках премії «Золота підкова» двічі отримав «Срібну підкову» (2007, 2010).
- Член Клубу Григорія Федотова (єдиний іноземний легіонер у складі клубу).
- Журі конкурсу «Чемпіонату Росії з футболу-20 років» визнаний найкращим нападником російських чемпіонатів 1992—2012 років.[13]
- Найкращий бомбардир чемпіонату Туреччини: 2016—17 (23 голи).